# Klubowe Mistrzostwa Świata w piłce siatkowej mężczyzn 2024
Klubowe Mistrzostwa Świata w piłce siatkowej mężczyzn 2024 (oficjalna nazwa 2024 FIVB Men’s Volleyball Club World Championship) – 19. turniej o tytuł klubowego mistrza świata, który odbył się w dniach 10–15 grudnia 2024 w brazylijskim mieście Uberlândia.
W Klubowych Mistrzostwach Świata 2024 zostały zmodyfikowane przepisy przez FIVB (Międzynarodowa Federacja Piłki Siatkowej):
- w polu zagrywki zawodnik ma siedem sekund na ustawienie się i kolejne osiem sekund na wykonanie serwisu
- niewykorzystana przerwa przez trenera przepada do przekroczenia 12 punktów w 1, 2, 3 i 4 secie
- trener może wziąźć 1 przerwę na żądanie w tie-breaku[2]

## System rozgrywek
Turniej składał się z dwóch rund, w trakcie których rozegranych zostało 16 meczów.
W fazie grupowej stworzono dwie grupy (A i B) z 4 zespołami w obu grupach. Rywalizacja w grupach odbywała się systemem kołowym. Do fazy pucharowej awansowały 2 drużyny z każdej grupy. W fazie finałowej odbyły się półfinały, mecz o 3. miejsce i finał. Pary półfinałowe zostały stworzone według wzoru:
A1 – B2
B1 – A2.
Przegrani półfinałów zagrali o 3. miejsce, natomiast wygrani zmierzyli się w finale. Zwycięzca meczu finałowego został klubowym mistrzem świata.

## Obiekt[3]
| Grupa A i B, Faza finałowa |
| -------------------------- |
| Uberlândia                 |
| Sabiazinho Arena           |
| Pojemność: 8 000           |
|                            |

## Drużyny uczestniczące[4]
| Drużyna                | Sposób awansu                               |
| ---------------------- | ------------------------------------------- |
| Praia Clube            | Gospodarz                                   |
| Itas Trentino          | Mistrz Ligi Mistrzów 2023/2024              |
| Cucine Lube Civitanova | półfinalista Ligi Mistrzów 2023/2024        |
| Sada Cruzeiro Vôlei    | Klubowy Mistrz Ameryki Południowej 2024     |
| Ciudad Vóley           | Klubowy Wicemistrz Ameryki Południowej 2024 |
| Foolad Sirdżan Iranian | Klubowy Mistrz Azji 2024                    |
| Szahdab Jazd           | Klubowy Wicemistrz Azji 2024                |
| Al-Ahly SC             | Klubowy Mistrz Afryki 2024                  |

Pierwotnie w turnieju zamiast Cucine Lube Civitanova udział miał wziąć finalista Ligi Mistrzów (2023/2024) Jastrzębski Węgiel. Polski klub zrezygnował z występów w turnieju głównie z powodów logistycznych tj. napiętym grafikiem rozgrywek w PlusLidze (2024/2025) oraz Ligi Mistrzów (2024/2025).

## Rozgrywki
- W nawiasach podano godziny meczów zgodnie z czasem środkowoeuropejskim

### Faza grupowa

#### Grupa A
Tabela
| Lp. | Drużyna                | Mecze | Mecze   | Mecze   | Pkt | Sety | Sety | Sety  | Małe punkty | Małe punkty | Małe punkty |
| Lp. | Drużyna                | M     | W (3:2) | P (2:3) | Pkt | wyg. | prz. | ratio | zdob.       | str.        | ratio       |
| --- | ---------------------- | ----- | ------- | ------- | --- | ---- | ---- | ----- | ----------- | ----------- | ----------- |
| 1   | Foolad Sirdżan Iranian | 3     | 3 (1)   | 0 (0)   | 8   | 9    | 3    | 3.000 | 273         | 239         | 1.142       |
| 2   | Cucine Lube Civitanova | 3     | 2 (0)   | 1 (1)   | 7   | 8    | 4    | 2.000 | 286         | 247         | 1.158       |
| 3   | Al-Ahly SC             | 3     | 1 (0)   | 2 (0)   | 3   | 5    | 7    | 0.714 | 260         | 287         | 0.906       |
| 4   | Praia Clube            | 3     | 0 (0)   | 3 (0)   | 0   | 1    | 9    | 0.111 | 207         | 253         | 0.818       |

Źródło: FIVB
Punktacja: 3:0 i 3:1 – 3 pkt; 3:2 – 2 pkt; 2:3 – 1 pkt; 1:3 i 0:3 – 0 pkt
Zasady ustalania kolejności: 1. liczba zwycięstw, 2. liczba punktów, 3. stosunek setów, 4. stosunek małych punktów, 5. bilans w bezpośrednich meczach
Legenda:   awans do półfinału
Wyniki
| Data       | Godz.         | Drużyna 1              | Wynik | Drużyna 2              | 1     | 2     | 3     | 4     | 5     | Widzów | *      |
| ---------- | ------------- | ---------------------- | ----- | ---------------------- | ----- | ----- | ----- | ----- | ----- | ------ | ------ |
| 10.12.2024 | 13:30 (17:30) | Foolad Sirdżan Iranian | 3:2   | Cucine Lube Civitanova | 25:21 | 14:25 | 24:26 | 25:23 | 16:14 | 250    | Raport |
| 10.12.2024 | 17:00 (21:00) | Praia Clube            | 1:3   | Al-Ahly SC             | 23:25 | 25:23 | 21:25 | 25:27 |       | 1125   | Raport |
| 11.12.2024 | 10:00 (14:00) | Foolad Sirdżan Iranian | 3:1   | Al-Ahly SC             | 19:25 | 25:15 | 25:21 | 25:19 |       | 150    | Raport |
| 11.12.2024 | 17:00 (21:00) | Praia Clube            | 0:3   | Cucine Lube Civitanova | 18:25 | 19:25 | 26:28 |       |       | 800    | Raport |
| 12.12.2024 | 17:00 (21:00) | Praia Clube            | 0:3   | Foolad Sirdżan Iranian | 16:25 | 13:25 | 21:25 |       |       | 1200   | Raport |
| 13.12.2024 | 20:30 (00:30) | Cucine Lube Civitanova | 3:1   | Al-Ahly SC             | 25:21 | 24:26 | 25:16 | 25:17 |       | 248    | Raport |

#### Grupa B
Tabela
| Lp. | Drużyna             | Mecze | Mecze   | Mecze   | Pkt | Sety | Sety | Sety  | Małe punkty | Małe punkty | Małe punkty |
| Lp. | Drużyna             | M     | W (3:2) | P (2:3) | Pkt | wyg. | prz. | ratio | zdob.       | str.        | ratio       |
| --- | ------------------- | ----- | ------- | ------- | --- | ---- | ---- | ----- | ----------- | ----------- | ----------- |
| 1   | Itas Trentino       | 3     | 2 (0)   | 1 (1)   | 7   | 8    | 3    | 2.667 | 249         | 218         | 1.142       |
| 2   | Sada Cruzeiro Vôlei | 3     | 2 (1)   | 1 (0)   | 5   | 7    | 6    | 1.167 | 296         | 286         | 1.035       |
| 3   | Szahdab Jazd        | 3     | 1 (0)   | 2 (0)   | 3   | 4    | 7    | 0.571 | 242         | 259         | 0.934       |
| 4   | Ciudad Vóley        | 3     | 1 (0)   | 2 (0)   | 3   | 4    | 7    | 0.571 | 242         | 266         | 0.910       |

Źródło: FIVB
Punktacja: 3:0 i 3:1 – 3 pkt; 3:2 – 2 pkt; 2:3 – 1 pkt; 1:3 i 0:3 – 0 pkt
Zasady ustalania kolejności: 1. liczba zwycięstw, 2. liczba punktów, 3. stosunek setów, 4. stosunek małych punktów, 5. bilans w bezpośrednich meczach
Legenda:   awans do półfinału
Wyniki
| Data       | Godz.         | Drużyna 1           | Wynik | Drużyna 2           | 1     | 2     | 3     | 4     | 5     | Widzów | *      |
| ---------- | ------------- | ------------------- | ----- | ------------------- | ----- | ----- | ----- | ----- | ----- | ------ | ------ |
| 10.12.2024 | 10:00 (14:00) | Itas Trentino       | 3:0   | Szahdab Jazd        | 25:12 | 25:22 | 25:21 |       |       | 200    | Raport |
| 10.12.2024 | 20:30 (00:30) | Sada Cruzeiro Vôlei | 3:1   | Ciudad Vóley        | 27:29 | 25:21 | 25:17 | 25:22 |       | 1540   | Raport |
| 11.12.2024 | 13:30 (17:30) | Itas Trentino       | 3:0   | Ciudad Vóley        | 25:22 | 25:23 | 25:16 |       |       | 250    | Raport |
| 11.12.2024 | 20:30 (00:30) | Sada Cruzeiro Vôlei | 1:3   | Szahdab Jazd        | 18:25 | 25:20 | 24:26 | 25:27 |       | 1685   | Raport |
| 12.12.2024 | 20:30 (00:30) | Itas Trentino       | 2:3   | Sada Cruzeiro Vôlei | 25:19 | 21:25 | 25:18 | 16:25 | 12:15 | 3674   | Raport |
| 13.12.2024 | 17:00 (21:00) | Ciudad Vóley        | 3:1   | Szahdab Jazd        | 25:23 | 25:23 | 17:25 | 25:18 |       | 125    | Raport |

### Faza finałowa
|  |                        |                        |               |                   |   |                     |                     |       |
|  | Półfinały              | Półfinały              | Półfinały     |                   |   | Finał               | Finał               | Finał |
|  | Półfinały              | Półfinały              | Półfinały     |                   |   | Finał               | Finał               | Finał |
|  | 14.12                  |                        |               |                   |   |                     |                     |       |
|  |                        |                        |               |                   |   |                     |                     |       |
|  | Foolad Sirdżan Iranian | Foolad Sirdżan Iranian | 1             |                   |   |                     |                     |       |
|  | Foolad Sirdżan Iranian | Foolad Sirdżan Iranian | 1             | 15.12             |   |                     |                     |       |
|  | Sada Cruzeiro Vôlei    | Sada Cruzeiro Vôlei    | 3             |                   |   |                     |                     |       |
|  | Sada Cruzeiro Vôlei    | Sada Cruzeiro Vôlei    | 3             |                   |   | Sada Cruzeiro Vôlei | Sada Cruzeiro Vôlei | 3     |
|  | 14.12                  |                        |               |                   |   | Sada Cruzeiro Vôlei | Sada Cruzeiro Vôlei | 3     |
|  |                        |                        | Itas Trentino | Itas Trentino     | 1 |                     |                     |       |
|  | Itas Trentino          | Itas Trentino          | Itas Trentino | Itas Trentino     | 1 | 3                   |                     |       |
|  | Itas Trentino          | Itas Trentino          |               |                   |   |                     |                     |       |
|  | Cucine Lube Civitanova | Cucine Lube Civitanova | 0             |                   |   |                     |                     |       |
|  | Cucine Lube Civitanova | Cucine Lube Civitanova | 0             | Mecz o 3. miejsce |   |                     |                     |       |
|  |                        |                        |               |                   |   |                     |                     |       |
|  | 15.12                  |                        |               |                   |   |                     |                     |       |
|  |                        |                        |               |                   |   |                     |                     |       |
|  | Foolad Sirdżan Iranian | Foolad Sirdżan Iranian | 3             |                   |   |                     |                     |       |
|  | Foolad Sirdżan Iranian | Foolad Sirdżan Iranian | 3             |                   |   |                     |                     |       |
|  | Cucine Lube Civitanova | Cucine Lube Civitanova | 2             |                   |   |                     |                     |       |
|  | Cucine Lube Civitanova | Cucine Lube Civitanova | 2             |                   |   |                     |                     |       |

#### Półfinały
| Data       | Godz.         | Drużyna 1              | Wynik | Drużyna 2              | 1     | 2     | 3     | 4     | 5 | Widzów | *      |
| ---------- | ------------- | ---------------------- | ----- | ---------------------- | ----- | ----- | ----- | ----- | - | ------ | ------ |
| 14.12.2024 | 13:30 (17:30) | Foolad Sirdżan Iranian | 1:3   | Sada Cruzeiro Vôlei    | 23:25 | 11:25 | 25:23 | 24:26 |   | 4125   | Raport |
| 14.12.2024 | 17:00 (21:00) | Itas Trentino          | 3:0   | Cucine Lube Civitanova | 25:20 | 28:26 | 25:19 |       |   | 1875   | Raport |

#### Mecz o 3. miejsce
| Data       | Godz.         | Drużyna 1              | Wynik | Drużyna 2              | 1     | 2     | 3     | 4     | 5     | Widzów | *      |
| ---------- | ------------- | ---------------------- | ----- | ---------------------- | ----- | ----- | ----- | ----- | ----- | ------ | ------ |
| 15.12.2024 | 11:00 (15:00) | Foolad Sirdżan Iranian | 3:2   | Cucine Lube Civitanova | 23:25 | 25:23 | 21:25 | 26:24 | 19:17 | 1545   | Raport |

#### Finał
| Data       | Godz.         | Drużyna 1           | Wynik | Drużyna 2     | 1     | 2     | 3     | 4     | 5 | Widzów | *      |
| ---------- | ------------- | ------------------- | ----- | ------------- | ----- | ----- | ----- | ----- | - | ------ | ------ |
| 15.12.2024 | 14:30 (18:30) | Sada Cruzeiro Vôlei | 3:1   | Itas Trentino | 25:22 | 20:25 | 25:16 | 25:22 |   | 6000   | Raport |

## Nagrody indywidualne
| Nagroda                | Zawodnik               | Klub                   |
| MVP                    | Wallace de Souza       | Sada Cruzeiro Vôlei    |
| Najlepszy rozgrywający | Matheus Gonçalves      | Sada Cruzeiro Vôlei    |
| Najlepsi środkowi      | Lucas Saatkamp         | Sada Cruzeiro Vôlei    |
| Najlepsi środkowi      | Marco Pellacani        | Itas Trentino          |
| Najlepsi przyjmujący   | Alessandro Michieletto | Itas Trentino          |
| Najlepsi przyjmujący   | Alireza Abdolhamidi    | Foolad Sirdżan Iranian |
| Najlepszy atakujący    | Wallace de Souza       | Sada Cruzeiro Vôlei    |
| Najlepszy libero       | Alexandre Elias        | Sada Cruzeiro Vôlei    |

## Klasyfikacja końcowa
| Miejsce | Drużyna                |
| ------- | ---------------------- |
| złoto   | Sada Cruzeiro Vôlei    |
| srebro  | Itas Trentino          |
| brąz    | Foolad Sirdżan Iranian |
| 4.      | Cucine Lube Civitanova |
| 5.      | Al-Ahly SC             |
| 6.      | Szahdab Jazd           |
| 7.      | Ciudad Vóley           |
| 8.      | Praia Clube            |